# Jinshuizhen (ort i Kina, Shaanxi, lat 33,28, long 107,85)
Jinshuizhen är en ort i Kina. Den ligger i provinsen Shaanxi, i den nordvästra delen av landet, omkring 150 kilometer sydväst om provinshuvudstaden Xi'an. Antalet invånare är 8 889. Befolkningen består av 4 108 kvinnor och 4 781 män. Barn under 15 år utgör 16,0 %, vuxna 15-64 år 72 %, och äldre över 65 år 10,0 %.
Runt Jinshuizhen är det ganska tätbefolkat, med 104 invånare per kvadratkilometer. Närmaste större samhälle är Huaishuguanzhen, 12,7 km väster om Jinshuizhen. I omgivningarna runt Jinshuizhen växer i huvudsak blandskog.
Genomsnittlig årsnederbörd är 1 052 millimeter. Den regnigaste månaden är juli, med i genomsnitt 222 mm nederbörd, och den torraste är december, med 2 mm nederbörd.